# IMP (serie animada)
Imp es un pequeño demonio protagonista de una comedia de animación en 3D cuya acción transcurre en la guarida del diablillo y en sus alrededores. Malo pero divertido, pequeño pero adorable, Imp intenta llenar el mundo de maldad pero no sabe cómo.
Algunos de sus personajes son su hermano Bob, los poco inteligentes Bertrand y Philippe, su némesis Lumen, su rival Cat-Thing y el Gran Jefe (el mismísimo Demonio). The Imp fue desarrollada en blanco y negro con un diseño claramente minimalista.
La serie fue creada por el estudio Red Kite Animations, desarrollada junto con Screen 21 y distribuida por BRB Internacional. Contó con el apoyo de TVC y consta de 65 episodios de 90 segundos cada uno. Imp se ha emitido en importantes cadenas de diferentes países como Cartoon Networks USA, Disney Japón o Antena 3 y TVC en España, así como en Once TV México en México.
En España, la serie fue emitida con humor negro y estaba dirigida para el público adolescente y adulto. Mientras que las demás versiones fueron hechas con un humor más ligero y fueron dirigidas para el público infantil.

## Premios
- Ganador del MIPCOM JR Licensing Challenge (Cannes, 2006)
- Mejor Corto para Móviles en Talent Circle Competition (Reino Unido, 2006)
- Finalista en los Pulcinella Awards - Cartoons on the Bay, (Italia, 2006)

- Datos: Q583091